# Kościół św. Anny w Radziłowie
Kościół świętej Anny w Radziłowie – rzymskokatolicki kościół parafialny, znajdujący się w dawnym mieście, obecnie wsi Radziłów, w województwie podlaskim. Należy do dekanatu Szczuczyn diecezji łomżyńskiej.

## Historia
Obecna murowana świątynia została zbudowana w latach 1978-1985, dzięki staraniom księdza Franciszka Pogorzelskiego i księdza Witolda Brulińskiego, aby zastąpić drewnianą budowlę pod wezwaniem świętej Barbary, przeniesioną w 1982 roku do Kramarzewa. W dniu 10 listopada 1985 roku odbyła się konsekracja budowli przez biskupa łomżyńskiego Juliusza Paetza. Jest to kościół o dwóch kondygnacjach, charakteryzujący się nowoczesną bryłą architektoniczną. Posiada wieżę wysoką na 45 metrów oraz współczesne wyposażenie wnętrza. W kościele można obejrzeć zabytkowe stacje drogi krzyżowej.